# Nicolaes Vleys
Nicolaes Vleys († 10 oktober 1703) was een kunstschilder.

## Levensloop
Vleys trok naar Rome en werd er een leerling van Carlo Maratta.
Hij werd in 1694 vrijmeester in het ambacht van de Brugse beeldenmakers en werd er een belangrijk bestuurslid.
In de kerk van Onze-Lieve-Vrouw van de Potterie zijn van hem bewaard:
- twee gesigneerde gezichten op Rome, gedateerd 1695,
- een 'Tenhemelopneming van Maria' (zijluiken verdwenen).

Werk van hem bevindt zich ook in de Sint-Sebastiaansgilde en in de Sint-Jakobskerk.
Hij was leraar aan de Brugse Kunstacademie.

## Frans Vleys
Frans Vleys (ca. 1700 - Brugge, 1761) was een zoon van Nicolaes Vleys.
Hij werd kapelaan aan de kathedraal Sint-Donaas. Hij was liefhebber-schilder, maar bereikte nooit het peil van zijn vader.